# Geoff Bent
Geoffrey „Geoff” Bent (Irlams o’ th’ Height, 1932. szeptember 27. – München, 1958. február 6.) angol labdarúgó.

## Pályafutása

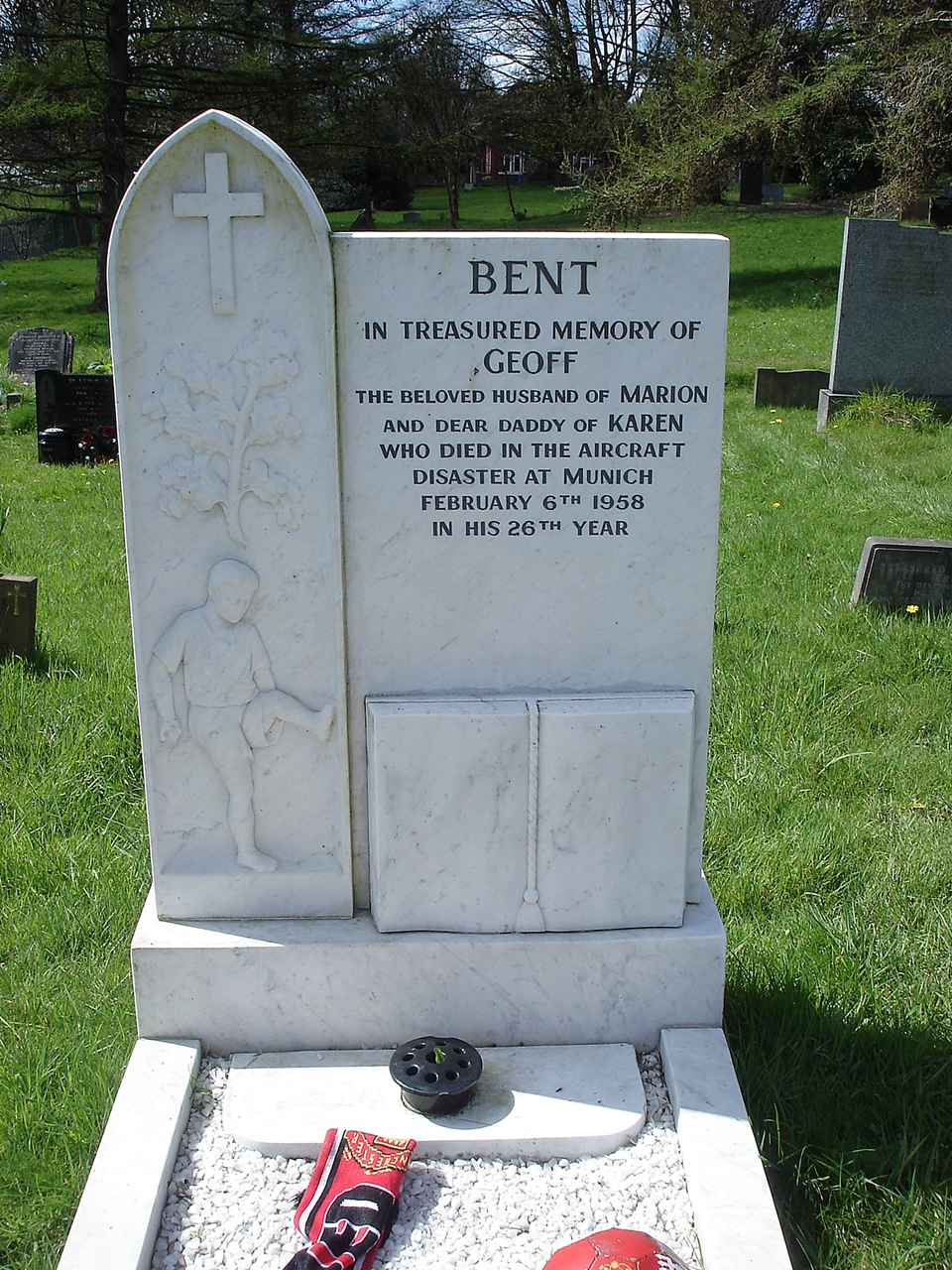
Sírköve a Szent János templomban, szülővárosában

Geoff Bent 1932 szeptemberében született a Lancashire megyében található Salford városában, Irlams o' th' Height-ben, a bányász Clifford Bent és Clara Bent egyetlen gyermekeként. Az iskola befejezése után, 1948-ban csatlakozott a Manchester Unitedhez, majd több szezonon át a tartalék- és az ifjúsági csapatban játszott.
1951-ben került fel a profik közé, és a következő szűk évtizedben tizenkét alkalommal kapott lehetőséget bajnoki mérkőzésen. Többnyire hátvéd poszton játszott, itt olyan poszt riválisai voltak, mint Roger Byrne és Bill Foulkes. Első felnőtt bajnoki mérkőzését a United színeiben az 1954–55-ös szezonban játszotta. Az 1957-58-as idényben lábtörése miatt egy találkozón sem lépett pályára, Belgrádba is csak a szintén sérüléssel bajlódó Bryne tartalékjaként utazott el.
1953-ban vette feleségül Marion Mallandaine-t, lányuk, Karen 1957 szeptemberében született.
1958. február 6-án, a müncheni légikatasztrófában vesztette életét, szülővárosában, a Szent János templomban temették el gyászoló szülei, felesége, és mindössze öt hónapos gyermeke. 1998-ban özvegye, Marion hozzájárult, hogy az ITV a tragédia 40. évfordulóján Munich: End of a Dream címmel dokumentumfilmet forgasson.

## Sikerei, díjai
Manchester United
- Angol bajnok (2): 1955–56, 1956–57

## Statisztika
| Klub              | Szezon   | Bajnokság     | Bajnokság | FA-kupa       | FA-kupa | Nemzetközi kupa | Nemzetközi kupa | Egyéb         | Egyéb | Összesen      | Összesen |
| Klub              | Szezon   | Pályára lépés | Gólok     | Pályára lépés | Gólok   | Pályára lépés   | Gólok           | Pályára lépés | Gólok | Pályára lépés | Gólok    |
| ----------------- | -------- | ------------- | --------- | ------------- | ------- | --------------- | --------------- | ------------- | ----- | ------------- | -------- |
| Manchester United |          |               |           |               |         |                 |                 |               |       |               |          |
| 1954–55           | 2        | 0             | 0         | 0             | 0       | 0               | 0               | 0             | 2     | 0             |          |
| 1955–56           | 4        | 0             | 6         | 0             | 0       | 0               | 0               | 0             | 4     | 0             |          |
| 1956–57           | 6        | 0             | 0         | 0             | 0       | 0               | 0               | 0             | 6     | 0             |          |
| Összesen          | Összesen | 12            | 0         | 0             | 0       | 0               | 0               | 0             | 0     | 12            | 0        |